# Brétigny, Oise

Brétigny este o comună în departamentul Oise, Franța. În 1 ianuarie 2022 avea o populație de 433 de locuitori.